# Duygu Asena
Duygu Asena (Istanbul, 19 de juliol de 1946 - Istanbul, 30 de juliol de 2006) va ser una escriptora i activista política feminista turca.

## Biografia
Nascuda l'any 1946 a la ciutat turca d'Istanbul, el seu avi fou el secretari persona d'Atatürk. Saltà a la fama amb la seva novel·la Kadının Adı Yok (La dona no té nom) de 1987. Aquest llibre fou completat amb Aslında Aşk da Yok ("En realitat, no hi ha amor tampoc", o "De fet, no hi ha amor tampoc") de 1989. Segons l'escriptor Ahmet Altan, Asena defensà, entre altres drets de la dona, el dret al plaer, tot introduint la paraula «orgasme» al diccionari turc.
Morí el 30 de juliol de 2006 a la seva ciutat natal a causa d'un càncer cerebral, contra el que lluità durant dos anys a l'Hospital Americà d'Istanbul. Fou enterrada al cementiri de Zincirlikuyu.
Ahmed Altan, en un obituari publicat el 5 d'agost de 2006, digué d'Asena:
| «                                                    | (turc) Karanlık bir ormanda çalan gümüş bir flüt gibiydi sesi, kaybolanları çağırıyor, onlara yol gösteriyordu. | (català) La seva veu era com una flauta de plata que era tocada en un bosc fosc, cridant a les (persones) que es perdien, mostrant-los el camí. | » |
| — Ahmet Altan, Karanlık ormanda çalan gümüş flüt.... | | |   |

## Reconeixement
A Turquia s'establí el Premi Duygu Asena pel PEN - Turquia, que dona el premi cada 8 de març a les persones i institucions que contribueixen a les investigacions sobre la dona, o a la lluita de la dona per a la llibertat i la igualtat. El premi de l'any 2016 fou atorgat a la Biblioteca de les Obres de la Dona d'Istanbul.
També existeix el Premi Duygu Asena de novel·la (Duygu Asena Roman Ödülü), atorgat per l'Editorial Doğan des del 2007. La guanyadora de l'any 2015 fou l'escriptora turca Menekşe Toprak i la de l'any 2016 fou també per la també escriptora turca Zehra İpşiroğlu.
El 19 d'abril de 2019, Google Doodle commemorà el 73è naixement d'Asena.